# Gukowo
Gukowo (ros. Гуково) – miasto górnicze w obwodzie rostowskim, zlokalizowane 123 km od Rostowa, na granicy z Ukrainą. Gukowo, leżące na wysokości ok. 250 m n.p.m., jest najwyżej położonym miastem w obwodzie rostowskim.

## O mieście
Miasto Gukowo zostało założone na Stepach Prowalskich w 1878 jako stacja kolejowa. Do szybkiego rozwoju osady przyczyniły się, znajdujące się w pobliżu, duże zasoby wysokiej jakości węgla i antracytu. Eksploatacja węgla rozpoczęła się jeszcze przed 1917 r.
Podstawą gospodarczego rozwoju miasta jest nadal przemysł węglowy - w okolicy funkcjonuje obecnie 6 kopalń węgla - z największą z nich - "Gukowo", produkującą ponad połowę wszystkiego węgla wydobywanego w obwodzie rostowskim. 
W mieście istnieje także przemysł lekki i spożywczy, fabryki: mebli i nawozów sztucznych. W Gukowie działają wyższa uczelnia zawodowa - Instytut Ekonomii i Prawa oraz kilka szkół średnich.
Obecnie w mieście realizowany jest program "Strategicznej Logistycznej Inicjatywy", mający na celu wykorzystanie bardzo korzystnego położenia geograficznego miasta, leżącego o odległości zaledwie kilku kilometrów od granicy z Ukrainą.
W Gukowie działa graniczne przejście drogowe (MAPP) "Gukowo". Znajduje się tu stacja kolejowa "Gukowo", przez którą przejeżdżają pociągi pasażerskie i towarowe, kursujące na linii wschód - zachód.
Niedaleko Gukowa znajduje się gospodarstwo o niezwykłej nazwie: "Mars".
Merem Gukowa do 1997 r., był Wiktor Szubin.

## Przynależność państwowa
- 1878-1917 -  Imperium Rosyjskie
- 1917 -  Republika Rosyjska
- 1918-1922 -  Rosyjska FSRR
- 1922-1991 -  ZSRR
- od 1991 -  Federacja Rosyjska